# فلاديمير سوكولوف
فلاديمير سوكولوف (بالروسية: Соколов, Владимир Александрович)‏ (و. 1889 – 1962 م) هو ممثل، من الإمبراطورية الروسية، ولد في موسكو، توفي في ويست هوليووود، لوس أنجليس، كاليفورنيا، عن عمر يناهز 73 عاماً بسبب سكتة دماغية.

## وصلات خارجية
- فلاديمير سوكولوف على موقع IMDb (الإنجليزية)
- فلاديمير سوكولوف على موقع ألو سيني (الفرنسية)
- فلاديمير سوكولوف على موقع أول موفي (الإنجليزية)
- فلاديمير سوكولوف على موقع قاعدة بيانات برودواي على الإنترنت (الإنجليزية)
- فلاديمير سوكولوف على موقع قاعدة بيانات الأفلام السويدية (السويدية)
- فلاديمير سوكولوف على موقع إن إن دي بي (الإنجليزية)
- فلاديمير سوكولوف على موقع قاعدة بيانات الفيلم (الإنجليزية)
- فلاديمير سوكولوف على موقع كينوبويسك (الروسية)
- فلاديمير سوكولوف على موقع كينوبويسك (الروسية)